# Südostasienspiele 2017
Die 29. Südostasienspiele fanden nach 1965, 1971, 1977, 1989 und 2001 zum sechsten Mal in Kuala Lumpur, Malaysia, statt. Vom 19. bis zum 30. August 2017 traten 4646 Athleten aus elf Ländern gegeneinander an. Erfolgreichste Nation war der Gastgeber Malaysia, der mehr als doppelt so viele Goldmedaillen gewann wie das im Medaillenspiegel zweitplatzierte Thailand.

## Teilnehmende Nationen
| - Brunei - Indonesien - Kambodscha - Laos - Malaysia (Gastgeber) - Myanmar | - Osttimor - Philippinen - Singapur - Thailand - Vietnam |

## Wettbewerbe
Es wurden 404 Wettbewerbe in 38 Sportarten ausgetragen. In Klammern steht jeweils die Anzahl der Wettbewerbe.
- Badminton (7)
- Basketball (2)
- Billard (7)
- Bogenschießen (10)
- Bowling (11)
- Boxen (6)
- Cricket (3)
- Eishockey (1)
- Eiskunstlauf (2)
- Fechten (6)
- Feldhockey (2)
- Fußball (4)
- Gewichtheben (5)
- Golf (4)
- Gymnastik (20)
- Judo (6)
- Karate (16)
- Lawn Bowls (8)
- Leichtathletik (45)
- Muay Thai (5)
- Netball (1)
- Pencak Silat (20)
- Pétanque (7)
- Radsport (20)
- Reiten (7)
- 7er-Rugby (2)
- Schießen (14)
- Shorttrack (6)
- Segeln (14)
- Sepak Takraw (12)
- Squash (9)
- Taekwondo (16)
- Tennis (5)
- Tischtennis (7)
- Triathlon (2)
- Unihockey (2)
- Volleyball (2)
- Wasserski und Wakeboard (11)
- Wassersportarten

- Schwimmen (40)
- Synchronschwimmen (5)
- Wasserspringen (13)
- Wasserball (2)

- Wushu (17)

## Medaillenspiegel
nach allen 404 Wettbewerben
| Platz  | Land        | Gold | Silber | Bronze | Gesamt |
| ------ | ----------- | ---- | ------ | ------ | ------ |
| 1      | Malaysia    | 144  | 91     | 86     | 322    |
| 2      | Thailand    | 71   | 84     | 88     | 243    |
| 3      | Vietnam     | 59   | 49     | 60     | 168    |
| 4      | Singapur    | 58   | 58     | 72     | 188    |
| 5      | Indonesien  | 38   | 63     | 90     | 191    |
| 6      | Philippinen | 24   | 34     | 63     | 121    |
| 7      | Myanmar     | 7    | 10     | 20     | 37     |
| 8      | Kambodscha  | 3    | 2      | 12     | 17     |
| 9      | Laos        | 2    | 3      | 21     | 26     |
| 10     | Brunei      | 0    | 5      | 9      | 14     |
| 11     | Osttimor    | 0    | 0      | 3      | 3      |
| Gesamt | Gesamt      | 406  | 399    | 524    | 1329   |